# Lissolepis
Lissolepis — рід сцинкоподібних ящірок родини сцинкових (Scincidae). Представники цього роду мешкають в Австралії і Папуа Новій Гвінеї. Раніше їх відносили до роду Egernia, однак за результатами дослідження вони були переведені до відновленого роду Lissolepis.

## Види
Рід Lissolepis нараховує 2 види:
- Lissolepis coventryi (Storr, 1978)
- Lissolepis luctuosa (W. Peters, 1866)